# Governante titular
Um governante titular, ou chefe titular, é uma pessoa em uma posição oficial de liderança que possui poucos, ou nenhum, poderes reais.  Às vezes, uma pessoa pode ocupar uma posição de liderança titular e ainda assim exercer mais poder do que normalmente seria esperado, como resultado de sua personalidade ou experiência. Um governante titular não se limita à liderança política, mas também pode se referir a qualquer organização, como uma corporação .

## Etimologia
Titular é formado por uma combinação do latim titulus (título) e do sufixo inglês -ar,  que significa "de ou pertencente a". 

## Uso
Na maioria das democracias parlamentares atuais, o chefe de Estado evoluiu para, ou foi criado como, um cargo de liderança titular. No primeiro caso, o líder pode frequentemente ter poderes significativos listados na constituição do estado, mas não é mais capaz de exercê-los devido a mudanças históricas naquele país. No segundo caso, muitas vezes fica claro no documento que o líder deve ser impotente. Chefes de Estado que ocupam cargos de liderança titular são geralmente considerados símbolos do povo que "lideram".

### Exemplos
- Napoleão II foi brevemente imperador titular dos franceses após a segunda abdicação de seu pai em 1815.
- O imperador Showa do Japão permaneceu como governante titular após a rendição japonesa na Segunda Guerra Mundial . [4]
- Os presidentes de Israel e da Irlanda têm funções em grande parte cerimoniais e são considerados líderes titulares.
- O Presidente da China é, por si só, em grande parte cerimonial, com poderes limitados, quando não ocupa simultaneamente o cargo de Secretário-Geral do PCC . [5]